# Fissidens serrulatus
Fissidens serrulatus är en bladmossart som beskrevs av Bridel 1806. Fissidens serrulatus ingår i släktet fickmossor, och familjen Fissidentaceae. Inga underarter finns listade i Catalogue of Life.